# 竹内朱莉
竹内 朱莉（たけうち あかり、1997年11月23日 - ）は、埼玉県出身の日本の歌手、書家（雅号 竹内煌舞）、元アイドルであり、女性アイドルグループ・アンジュルム（旧：スマイレージ）の元メンバー（2期）である。2015年11月29日から中西香菜と共にアンジュルムのサブリーダーをつとめた後、2019年6月19日から卒業までアンジュルムの2代目リーダーをつとめた。加入前はハロプロエッグに所属していた。
ジェイピィールーム所属。公式ニックネームは、タケちゃん。他に、おでん、おでんくん、竹内おでん、竹内おでんくんなどが用いられる（おでん、おでんくん、竹内おでん、竹内おでんくんの理由は後述参照）。また、勝田里奈からは、タケと、譜久村聖からはあかりちゃんと呼ばれる。いて座。メンバーカラーは青（2014年12月30日までは赤）。

## 略歴
2008年
- 6月22日に開催された「2008 ハロー!プロジェクト新人公演6月 〜赤坂HOP!〜」において、譜久村聖、金子りえと共にハロプロエッグに加わったことが発表されたが、ハロプロエッグにはその約半年前から所属していた[7]。

2009年
- 6月7日 - 14日、宮本佳林と共に子役として舞台『おじぎでシェイプアップ!』に出演した[8]。
- 7月15日に発売された『チャンプル①〜ハッピーマリッジソングカバー集〜』で新ミニモニ。メンバーに選ばれた[9]。

2011年
- 8月14日、『Hello!Project 2011 SUMMER 〜日本の未来はWOW WOWライブ〜』にて、スマイレージのサブメンバーに選出されたことが発表された[10][11]。
- 10月16日、「タチアガール」発売記念イベント内にて、スマイレージの正式メンバー昇格が発表された[5][6]。

2015年
- 11月29日、日本武道館にて中西香菜と共にアンジュルムの初代サブリーダーに就任したことが発表された[12]。

2019年
- 5月25日、同年6月19日より竹内がアンジュルムの次期リーダーに就任することが発表された[13]。

2022年
- 12月20日、2023年の春ツアーをもってアンジュルム及びハロー!プロジェクトを卒業することを発表[14][15]。

2023年
- 4月14日、6月21日の横浜アリーナ公演をもってアンジュルムおよびハロー!プロジェクトを卒業することが正式に決定したことを発表[16]。
- 4月15日 - 23日、書道初個展「煌々舞踊」を開催[16][17]。
- 5月25日、1st写真集『roundabout』を発売[18][19]。
- 6月21日、横浜アリーナで行われた卒業公演を以ってアンジュルム、およびハロー!プロジェクトを卒業[20]。
- 6月22日、所属事務所をアップフロントプロモーションからジェイピィールームへ移籍。
- 7月1日、Twitterを開始[21]。
- 7月14日、M-line clubへの加入が発表された[22]。

2024年
- 11月12日、初のオリジナルのアパレルブランド「takee(テイキー) 」のディレクターに就任[23]。
- 12月25日、ソロデビューシングル『愛だろ、やっぱ!/泣いてOVER』を発売[24]。

## 人物
- 大東文化大学文学部書道学科卒業
- 元℃-uteの矢島舞美は従姉にあたる[25][26]。
- 特技は書道とスポーツで、書道は日本習字で成人まで教えられる資格（正師範）を持っている[27][28]。金田一蓮十郎（Team.きんだいち）作の漫画『続・〆切はおとといです。』（マンガUP!連載）では、作者の金田一やアシスタントなど関係者の多くがハロヲタであることから、編集者の依頼により題字を竹内が揮毫している。
- 野球が好きで、スマイレージ時代のキャッチフレーズも「I Love Baseball！野球しか愛せないぜ！」である。
- 大の読売ジャイアンツファンである[29]。特に好きな選手は坂本勇人で自身のブログに坂本のTシャツを着て東京ドームに試合観戦に行ったことを書いている[30]。また高校野球も好きで毎年仕事がオフの日などに夏の埼玉大会を1人で観戦に行ったりしている。
- ハロプロエッグの同期であるモーニング娘。の譜久村聖とは親友である[31]。
- 顔がおでんくんに似ているので、メンバーやファンからおでんやおでんくん等と呼ばれることがある[32]。
- 旧スマイレージ時代、総合プロデューサー（当時、後のサウンドプロデューサー）のつんく♂からは"脳味噌筋肉系"と称され、「大丈夫か、あのおでんは？」と言われたことがある[33]。
- 兄から譲り受けたNIKEのいわゆるバリバリ財布を愛用。イベントで財布に残金が27円しか入っていないことを公表し、これを受けてマスコミがアンジュルムは貧乏アイドルと報道したため、リーダーの和田彩花がブログで「27円しか持っていないのは竹内朱莉」と火消しにかかることとなった[34]。
- 2016年4月から大学に進学している[35]。
- 蛙が苦手。2021年7月25日放送のラジオ日本の『アンジュルムステーション1422』の中で、本人が述べたもので、触られたといったというトラウマでなく、前世がハエで蛙に食べられたことが苦手の原因とも述べている。一方で絵などの蛙は苦手ではなく、ヘビは触ることができる。

## 作品

### シングル
|   | 発売日         | タイトル                    | 販売形態               | 規格品番  | 最高位 | 備考 |
| - | -------------- | --------------------------- | ---------------------- | --------- | ------ | ---- |
| 1 | 2024年12月25日 | 愛だろ、やっぱ!/ 泣いてOVER | 初回生産限定盤A(CD+BD) | EPCE-7889 | 5位    |      |
| 1 | 2024年12月25日 | 愛だろ、やっぱ!/ 泣いてOVER | 初回生産限定盤B(CD+BD) | EPCE-7891 | 5位    |      |
| 1 | 2024年12月25日 | 愛だろ、やっぱ!/ 泣いてOVER | 通常盤A(CD)            | EPCE-7893 | 5位    |      |
| 1 | 2024年12月25日 | 愛だろ、やっぱ!/ 泣いてOVER | 通常盤B(CD)            | EPCE-7894 | 5位    |      |

#### 参加作品
- アイノケダモノ/同窓生（2023年6月14日、hachama） - アンジュルムのシングル
  - #3 竹内朱莉「行かなくちゃ」

### 映像作品
- 2008 ハロープロジェクト 新人公演 9月 〜芝公園STEP!〜（2008年11月）[36]
- 舞台「おじぎでシェイプアップ!」DVD（2009年9月2日）[37]
- 空間ゼリー『今がいつかになる前に』（2011年2月）[38]
- Take in spring（2013年3月29日、アップフロントワークス） - e-Hello!（イーハロ）シリーズ（e-LineUP!期間限定販売）[39]

### 書道個展
- 煌々舞踊（2023年4月15日 - 23日、明治神宮外苑 聖徳記念絵画館グランドフロア）[17]
- 煌々舞踊 大阪（2023年8月29日 - 9月3日、大阪府立江之子島文化芸術創造センター）[40]
- 煌々舞踊 福岡（2023年11月18日 - 26日、UNION　SODA）[40]
- 煌々舞踊 東京 ～Final～（2024年1月12日 - 21日、AQspace 表参道）[40]
- 煌好幸 -kou-（2025年2月11日 - 18日、日仏会館 ギャラリー）[41]

## タイアップ
| 起用年 | 楽曲            | タイアップ |
| ------ | --------------- | --- |
| 2024年 | 愛だろ、やっぱ! | TBSテレビ（関東ローカル・TBS FREE・TVer限定）「ふるさとの未来」2024年12月度（第230 - 233回）エンディングテーマ tbc東北放送「2024年12月度 tbcイチオシパワープレイ」 山口放送「KRY Morning Up」10時台エンディング曲 文化放送「レコメン!」内“今週のエンディングテーマ” FMくしろ 2025年1月度パワープレイ |

## 出演

### テレビ番組
- テストの花道（2013年 - 2016年、NHK教育） - レギュラー出演[43]。
- 『HAPPY MONDAY BASEBALL 今週のプロ野球とことん予想』（BSスカパー!）
- アンジュルム竹内朱莉デビュー10周年記念特番～朝まで生竹内!～（2021年8月12日 - 13日、BSスカパー!）[44]
- アンジュルム竹内朱莉メジャーデビュー11周年記念特番!朝まで生竹内!2～石田と岸本と～（2022年10月13日 - 14日、BSスカパー!）[45]
- 「ハロプロWEEK」開幕特番!ひなフェスを待つ竹内朱莉!～石田亜佑美と岸本ゆめのと～（2023年3月25日、CSテレ朝チャンネル1）[46]
- アンジュルム竹内朱莉卒業特番『朝まで生竹内2023』（2023年6月11日、CSテレ朝チャンネル1）[47]
- 「ひなフェス2024」事前特番〜生たけメンバー大集合2時間SP〜（2024年3月24日、CSテレ朝チャンネル1）
- 生たけ 〜スカパー! 春のハロプロ生中継盛り上げるぞSP〜（2024年6月2日、スカパー！）[48]
- 御社でインターンよろしいでしょうか?（2024年6月22日、BS-TBS）- 森戸知沙希と共にインターン生としてゲスト出演
- 上田と女が吠える夜（2025年7月30日、日本テレビ）[49]

### ラジオ
- 60TRY部（2015年12月1日 - 、ラジオ日本） - 水曜日レギュラー出演（2023年6月13日までは火曜日レギュラーだった）

### インターネット
- 矢口真里の火曜The NIGHT（2021年10月26日、AbemaTV） - 代理MC

### コンサート
- 2008 ハロー!プロジェクト新人公演 6月 〜赤坂HOP!〜（2008年6月22日、赤坂BLITZ）
- 2008 ハロー!プロジェクト新人公演 9月 〜芝公園STEP!〜（2008年9月23日、メルパルクホール）
- 2008 ハロー!プロジェクト新人公演 11月 〜横浜JUMP!〜（2008年11月24日、横浜BLITZ）
- 2009 ハロー!プロジェクト新人公演 4月 〜横浜HOP!〜（2009年4月4日・5日、横浜BLITZ）
- 2009 ハロー!プロジェクト新人公演 9月 〜横浜JUMP!〜（2009年9月23日、横浜BLITZ）[50]
- 2009 ハロー!プロジェクト新人公演 11月 〜横浜FIRE!〜（2009年11月23日、横浜BLITZ）[51]
- 2010年ハロプロエッグ ノリメンLIVE 2月（2010年2月28日、山野ホール）[52]
- 2010 ハロー!プロジェクト新人公演 3月 〜横浜GOLD!〜（2010年3月27日、横浜BLITZ）[53]
- 2010 ハロー!プロジェクト新人公演 6月 〜横浜HOP!〜（2010年6月5日、横浜BLITZ）[54]
- 2010 ハロー!プロジェクト新人公演 9月 〜横浜STEP!〜（2010年9月5日、横浜BLITZ）[55]
- 2010 ハロー!プロジェクト新人公演 11月 〜横浜JUMP!〜（2010年11月28日、横浜BLITZ）[56]
- ハロプロ エッグ 2011 発表会〜9月の生タマゴShow!〜（2011年9月11日、横浜BLITZ）[57][58]
- M-line Special 2021〜Make a Wish!〜（2021年9月11日、江戸川区総合文化センター 大ホール、昼夜2公演） - ゲスト出演[59]
- M-line Special 2022 ～My Wish～（2022年4月9日、KT Zepp Yokohama、昼夜2公演） - ゲスト出演[60]
- Hello! Project 25th ANNIVERSARY CONCERT「ALL FOR ONE & ONE FOR ALL!」ACT II（2023年9月10日、国立代々木競技場 第一体育館）[61]
- M-line Special 2023 ～Magical Wish～（2023年9月23日 - 12月2日、5都市9公演）
- Hello! Project Year-End Party 2023 ～GOOD BYE & HELLO ! ～（2023年12月31日、オリックス劇場） - MC
- M-line Special 2024 ～Many well wishes～（2024年3月24日 - 8月17日、4都市10公演）
- M-line Special 2024 Autumn 〜brand new〜（2024年9月7日 - 12月28日、10都市20公演）
- M-line Special 2024 Autumn 〜brand new “more” 〜（2024年12月7日、めぐろパーシモンホール 大ホール、昼夜2公演）
- 竹内アンナACOUSTIC LIVE「atELIER」（2025年3月29日、ヒューリックホール東京） - ゲスト出演[62]
- 石川県加賀市×OCHA NORMA 地域活性化コンサート ナルチカ 2025 OCHA NORMA in 加賀（2025年4月20日、加賀市文化会館） - スペシャルゲスト
- Hello! Project 研修生発表会 2025 ～春の公開実力診断テスト～（2025年5月11日、LINE CUBE SHIBUYA） - ゲスト審査員として出演
- メロン記念日’25 LIVE TOUR〜熟メロン〜（2025年8月9日 - 24日、3都市6公演） - ゲスト出演[63]

### 舞台
- おじぎでシェイプアップ!（2009年6月7日 - 14日、ル・テアトル銀座） - 今熊優菜 役[8]。
- 2010年秋季エッグ研修発表会〜女優宣言〜（2010年10月2日 - 3日、時事通信ホール）[64]
- 空間ゼリー vol.12 今がいつかになる前に（2010年10月30日 - 11月7日、池袋シアターグリーン BIG TREE THEATER） - 川上沙良 役[65]。
- 我らジャンヌ～少女聖戦歌劇～ （2013年9月6日 - 9月23日、池袋サンシャイン劇場・シアターBRAVA!）-リリー 役・ルパート 役
- 演劇女子部 ミュージカル「LILIUM-リリウム 少女純潔歌劇-」（2014年6月5日 - 6月21日、池袋サンシャイン劇場・森ノ宮ピロティホール） - カトレア 役
- 演劇女子部「モード」（2016年10月1日 - 10月10日 全労済ホール/スペース・ゼロ） - 佐山孝太郎 役
- JKニンジャガールズ（2017年2月26日、全労済ホール/スペース・ゼロ） - 日替わりゲスト[66]
- 演劇女子部「夢見るテレビジョン」（2017年10月5日 - 2017年10月15日、全労済ホール/スペース・ゼロ） - 佐山宋太郎 役
- 演劇女子部「アタックNo.1」（2018年11月29日 - 12月9日、全労済ホール/スペース・ゼロ） - 八木沢香 役

### 音楽フェス・イベント
- ハロプロエッグ デリバリーステーション in 夏Sacas'09（2009年8月14日、赤坂サカス）[67]
- 「One Love Life Live」音楽&お笑いライブ（2011年5月3日 - 5日、フジテレビ 1階広場 特設ステージ）[68][69]
- ハロプロ エッグ 汐留AXイベント（2011年6月19日、汐留AX）[70][71]
- 汐博「汐留☆アイドルカーニバル!2011 in SHIODOME-AX」ハロプロ エッグ新メンを迎えて〜夏期休暇中デラAX!〜（2011年8月11日・18日、汐留AX）[72][73]
- さわやか五郎41歳バースデーイベント2023 もう41歳… いや、まだ41歳SP!!（2023年9月13日、日本橋パックマン）
- 品川区立五反田産業文化施設開設イベント公演「たけちぃwith土谷 ～アロハなんつって春～」（2024年4月28日、CITY HALL & GALLERY GOTANNDA）
- LIVE SDD 2025（2025年2月8日、大阪城ホール）

### 映画
- 星砂の島のちいさな天使 〜マーメイドスマイル〜（2010年6月19日）[74]
- 怪談新耳袋異形 赤い人編 （2012.8.12）

### その他
- ポケモームービー 今日は何の日?エッグの日!（2008年 - 不定期出演、携帯サイト）
- 一日警察署長 蒲田警察署（2024年10月21日）[4]

## 書籍

### 写真集
- roundabout（2023年5月28日、発行・発売：オデッセー出版、販売：ワニブックス、撮影：森本美絵 / 大辻隆広 / 柿沼琉、編集長：蒼井優 / 菊池亜希子、ISBN 978-4-8470-8490-4）[18][19]

### 書真集
- 人生墨まみれ（2023年7月13日、発行・発売：主婦の友社、ISBN 9784074540433）

### 雑誌連載
- S Cawaii!「人生墨まみれ」（2021年3月17日 - 2023年6月16日、主婦の友社）

## 参加ユニット
- スマイレージ→アンジュルム（2011年 - ）
- シャッフルユニット
  - 新ミニモニ。（2009年 - ）
  - ハロー!プロジェクト モベキマス（2011年）
  - ハロプロ・オールスターズ（2018年 - 2020年）
- SATOYAMA movement[75]
  - ハーベスト（生田衣梨奈・石田亜佑美・佐藤優樹・竹内朱莉 2012年 - ）[76]